# Forsvarets musikk
Forsvarets musikk (Försvarets musik) är namnet på det norska försvarets musikavdelning.

## Musikkårer
Forsvarets musikk består av fem professionella musikkårer och en värnpliktig musikkår:
- Hans Majestet Kongens 3. Gardekompani (HMKG), värnpliktig
- Forsvarets Stabsmusikkorps (FSMK), professionell
- Sjøforsvarets musikkorps (SFMK), professionell
- Luftforsvarets Musikkorps (LFMK), professionell
- Forsvarets Musikkorps Nord-Norge (FMKN), professionell
- Kongelige Norske Marines Musikkorps (KNMM), professionell